# 1918 en Bretagne
 Chronologie de la Bretagne
- 1914
- 1915
- 1916
- 1917
- 1918
- 1919
- 1920
- 1921
- 1922

Cette page recense des événements qui se sont produits durant l'année 1918 en Bretagne.

## Première Guerre mondiale
- 18 mars : Mort pour la France du plus jeune des soldats, Corentin-Jean Carré[1].
- 11 novembre : Fin de la guerre par la signature de l'armistice de 1918.
- Décembre : Charles Chaussepied, architecte en chef des monuments historiques du Finistère, émet l'idée d'un mémorial dédié aux morts de Bretagne de la Grande Guerre[1].

## Société

### Faits sociétaux
- 18 septembre : Un chaland se coince sous la nacelle du pont transbordeur de Nantes[1].

### Naissance
- 18 mars : Georges Bellec, chanteur avec son frère dans le quatuor Les Frères Jacques[1].
- 18 juillet : Pierre Sabbagh, producteur, réalisateur et administrateur de télévision[1].

### Décès
- 23 septembre : Marie Lenéru, dramaturge et diariste[1].

## Viepolitique
- Septembre : Fondation du groupe régionaliste breton Unvaniez Yaouankiz Vreiz (« union de la jeunesse bretonne »)[1].
- Fondation de l'organe de presse Breiz Atao.

## Culture

### Littérature
- Les Bardes et poètes nationaux de la Bretagne armoricaine de Camille Le Mercier d'Erm[1].

### Médias
- Marcel Cachin est nommé directeur de L'Humanité[1].